# معركة ألبرت (1918)
معركة ألبرت (1918) (بالإنجليزية: Battle of Albert (1918)) هي ثالث معركة بهذا الاسم وقع القتال بعد معركة ألبرت (1914) ومعركة ألبرت (1916) خلال الحرب العالمية الأولى.